# Pascual Aenlle
Pascual Aenlle Aguiar (Trabada, Lugo - Madrid; septiembre de 1925) fue un abogado y periodista español.  

## Trayectoria
Emigró con su familia a Estados Unidos, después él se iría a Cuba. Notario público y oficial del Centro Gallego, del que fue secretario y vicepresidente ejecutivo. Fue fundador de Unión Rinlega, presidente de honor de Hijos de Trabada y vicepresidente de Hijos de Lorenzana en Cuba. En 1905 fundó y dirigió Juventud Gallega. También dirigió durante una temporada la revista Follas Novas y colaboró en A Terriña. Ideó y participó en la comisión de homenaje a Pascual Veiga que organizó el estreno del Himno Gallego en La Habana en 1907.